# Voïvodie de Vilnius
Ne doit pas être confondu avec Voïvodie de Wilno.
1413–1795
Entités précédentes :
- Grand-duché de Lituanie

Entités suivantes :
- Empire russe

La voïvodie de Vilnius ou de Wilno (en latin : Palatinatus Vilnensis, en lituanien : Vilniaus vaivadija, en polonais : województwo wileńskie, en biélorusse : Віленскае ваяводства) était l'une des voïvodies du Grand-duché de Lituanie, qui existe entre 1413 jusqu'à la et 1795. Cette voïvodie était non seulement la plus vaste de Lituanie, mais aussi la plus importante sur le plan politique et économique.

## Histoire

Armoiries de la voïvodie de Vilnius
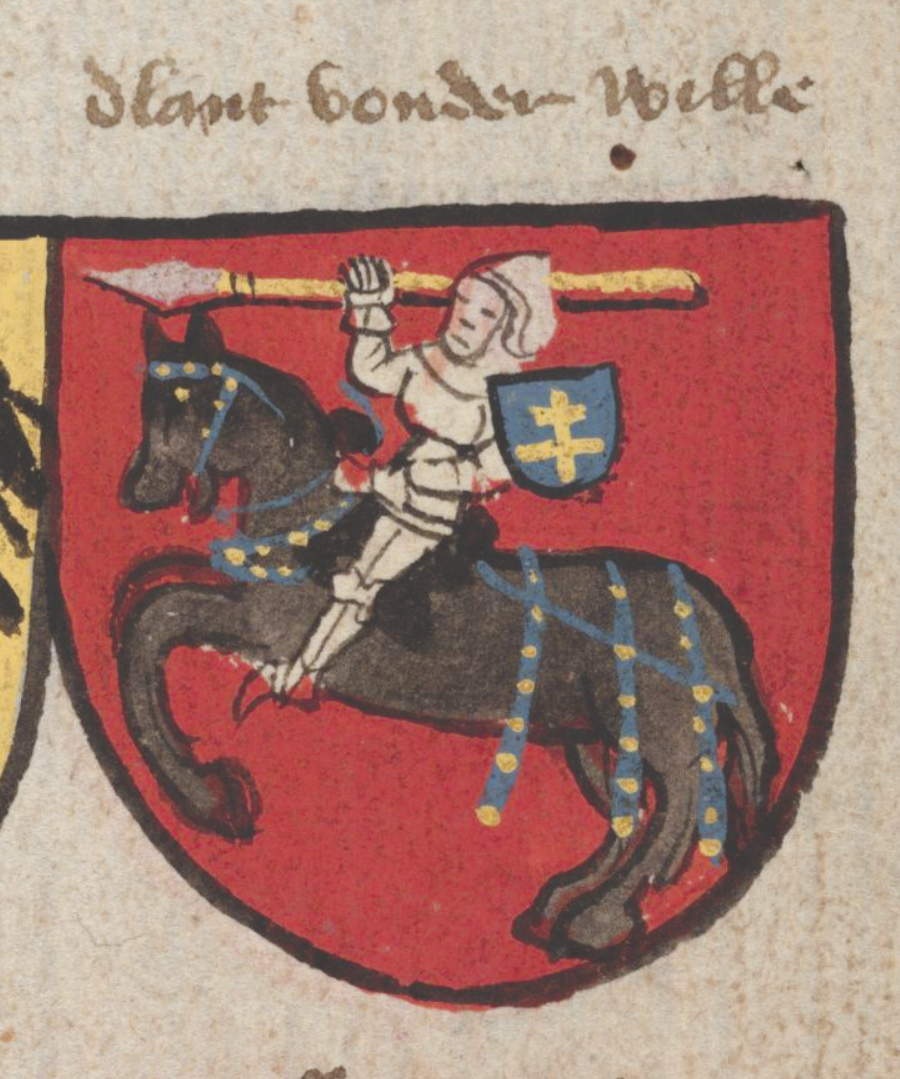
Les armoiries de la voïvodie dans les années 1430, représentées dans l'Armorial de Lyncenich
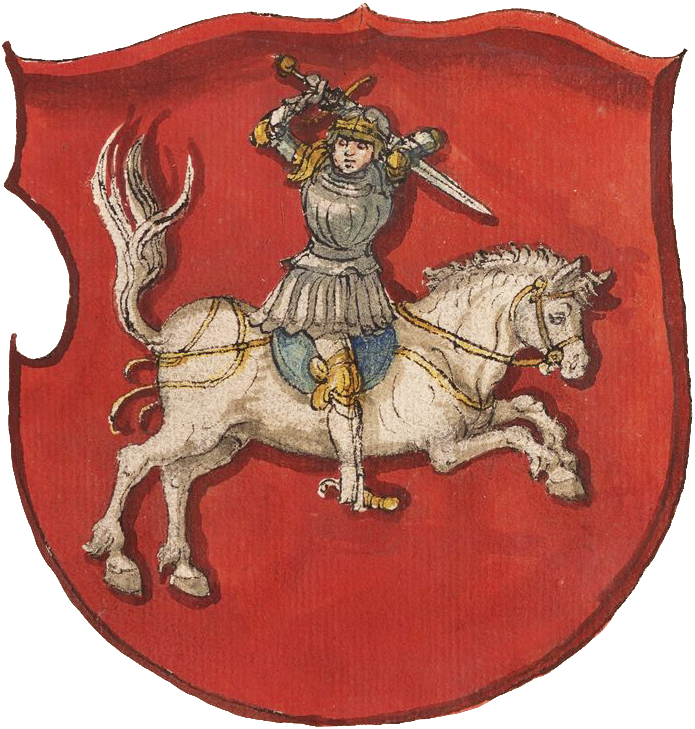
Les armoiries de la voïvodie en 1555
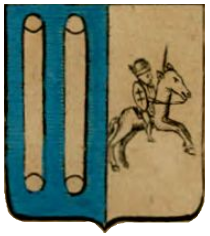
Les armoiries de la voïvodie en 1712
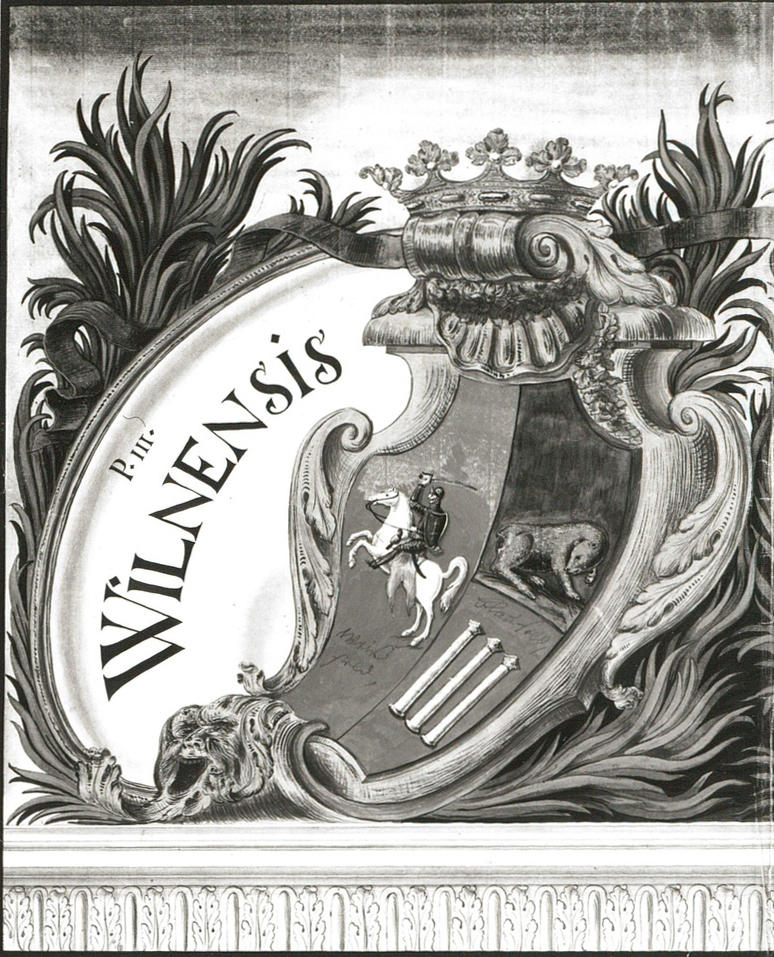
Les armoiries de la voïvodie en 1720
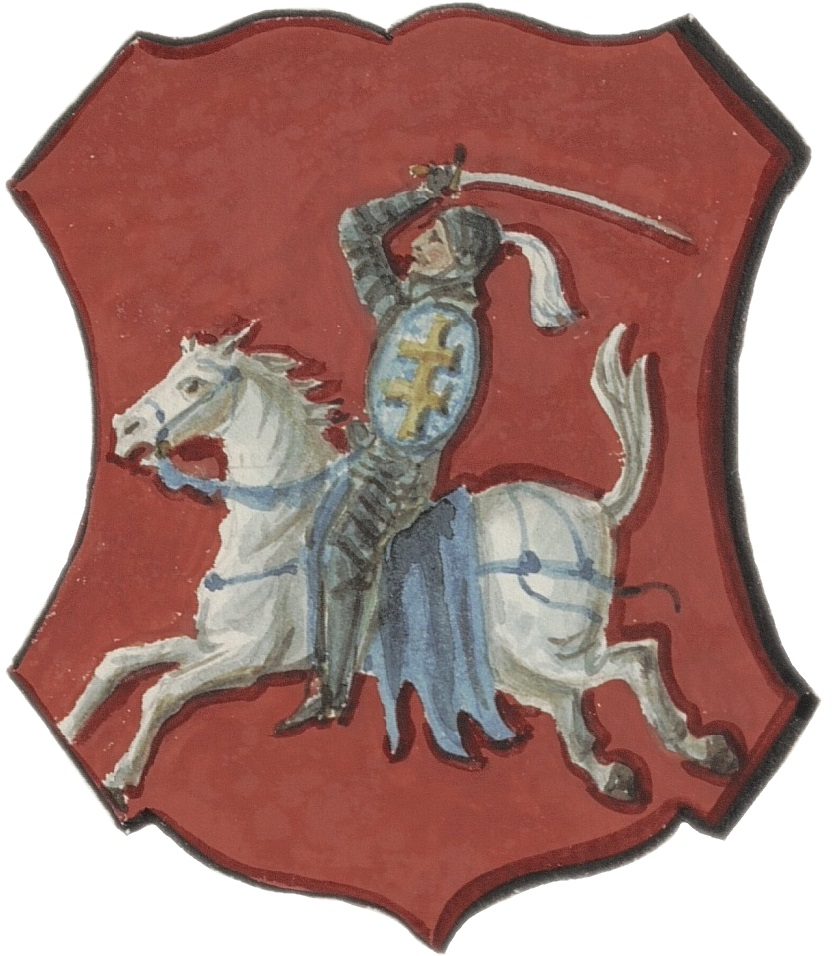
Les armoiries de la voïvodie en 1875

### 1413-1566
La voïvodie de Vilnius a été créée à la place de la vice-royauté de Vilnius lors du pacte de Horodło de 1413.
La voïvodie de Vilnius était un lieu où se trouvaient de nombreux grands domaines, propriétés de grandes familles nobles : les Goštautai possédait Hieraniony, les Radziwiłłs avaient Nyasvizh et Dubingiai, les Zaberezinskiai avaient Zaberezinas, tandis que les Astikai avaient Vyžuonos.

### 1566-1795
En 1566, lors des réformes administratives et judiciaires de 1564-1566, la voïvodie de Vilnius fut divisée en cinq comtés. Simultanément, les terres de Vitebsk, la région du Haut-Dniepr, la majeure partie de la Ruthénie lituanienne, et les principautés de Kletsk et de Slutsk furent séparées de la voïvodie de Vilnius.
La voïvodie de Vilnius existe dans le cadre de la République des Deux Nations jusqu'au troisième partage de la Pologne en 1795.

## Après-coup

### XIXesiècle
Après les partages de la République des Deux Nations, la voïvodie de Vilnius est occupée par l'Empire russe. La majeure partie de son territoire devient le gouvernorat de Vilna. En 1843, sa partie nord est attribuée au gouvernement de Kovno.

### XXesiècle
Après la Première Guerre mondiale, les terres de l'ancienne voïvodie de Vilnius sont disputées par l'armée lituanienne, la République de Lituanie centrale, l'armée polonaise et l'Armée rouge. Après l'annexion de la Lituanie centrale par la Pologne en 1922, la majeure partie de l'ancienne voïvodie de Vilnius se retrouve à faire partie de la Deuxième République polonaise, tandis que le reste était gouverné par les Lituaniens. Selon les modalités du traité de paix soviéto-lituanien de 1920, la majeure partie de l'ancienne voïvodie aurait dû faire partie de la Lituanie. Après la Seconde Guerre mondiale, l'Union soviétique attribue la majeure partie du territoire de la voïvodie, qui était auparavant sous domination polonaise, à la République socialiste soviétique de Biélorussie — hormis les alentours immédiats de Vilnius.

## Géographie et découpage administratif

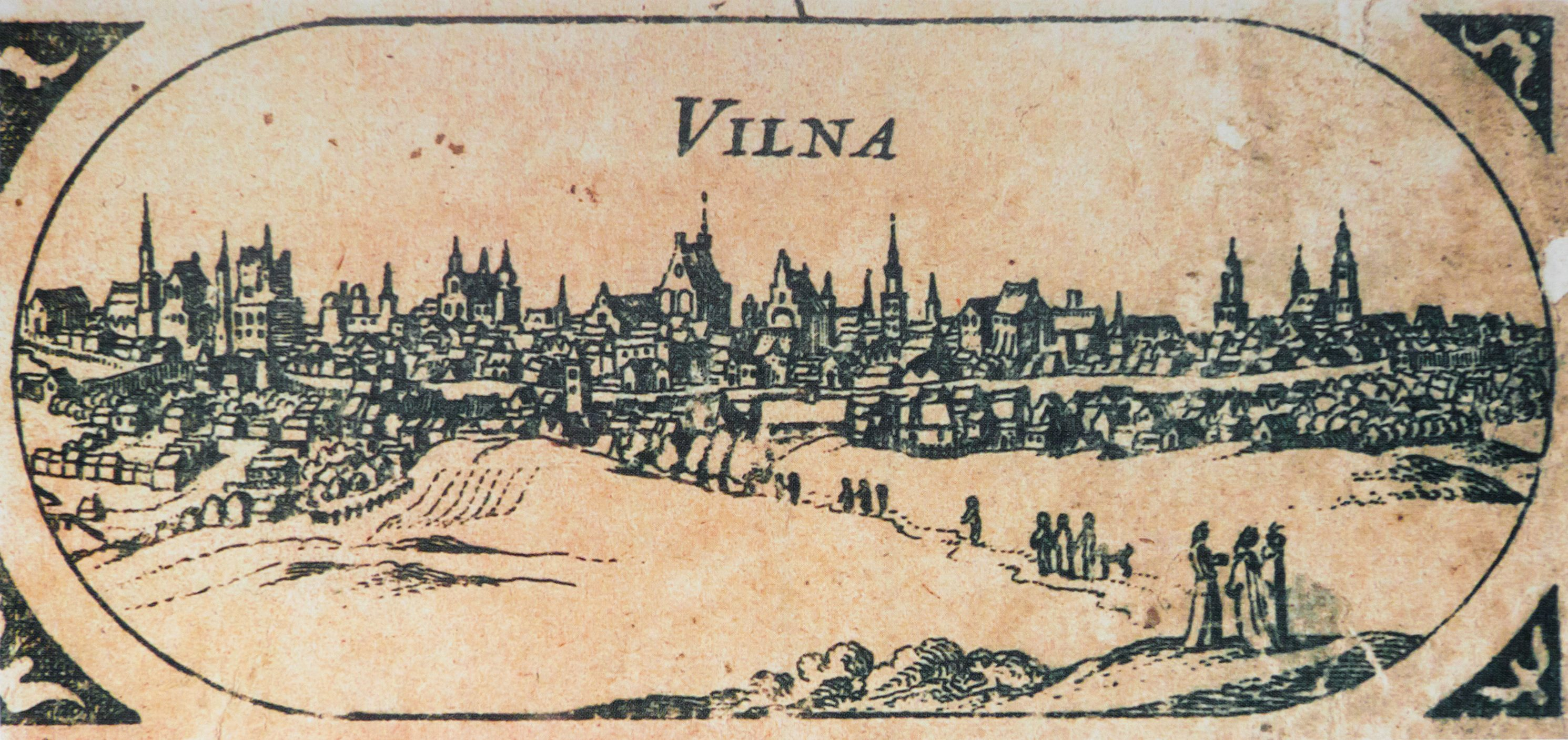
Wilno, capitale de la voïvodie, au XVIIe siècle

Géographiquement, le territoire de la voïvodie était centré sur la ville de Vilnius, qui en a toujours été la capitale. L'étendue territoriale de l'ensemble varie cependant au fil du temps — la future voïvodie de Nowogródek en est notamment détachée en 1507.
Avec la voïvodie de Trakai, elle constitue un territoire connu sous le nom de Lituanie proprement dite.
Jusqu'aux partages de la Pologne, la voïvodie, était composée de cinq comtés :
- Vilnius
- Achmiany
- Braslaw
- Lida
- Vilkmergė

## Voïvodes
Le voïvode de Vilnius était classé au premier rang en importance parmi les membres séculiers du Conseil des seigneurs lituaniens. Dans la hiérarchie des voïvodes de Pologne-Lituanie, établie par l'Union de Lublin en 1569, le voïvode de Vilnius, qui était également sénateur du Sejm polono-lituanien, occupait la quatrième place et le châtelain de Vilnius la sixième place.

## Voir également
- Divisions administratives de la Lituanie

## Sources
- (lt) Edvardas Gudavičius, Lietuvos istorija, vol. 1 - Nuo seniausių laikų iki 1569 metų, Vilnius, 1999 (ISBN 9-986-39-111-3)
- (lt) Edvardas Gudavičius, « Vilniaus vaivadija » [archive du 24 février 2022], sur Vle.lt, 2022